# Gagliano Aterno
Gagliano Aterno là một đô thị thuộc tỉnh L'Aquila trong vùng Abruzzo Ý. Đô thị này có diện tích 33 km², dân số năm 2001 là 314 người. Các đô thị giáp ranh gồm: Castelvecchio Subequo, Celano, Secinaro